# 茲卡病毒
，是黃病毒科中之黃病毒屬，經由埃及斑蚊傳播，而使受斑蚊叮咬的人罹患茲卡病毒感染症（亦稱寨卡熱）。該病毒最早在1947年於烏干達的茲卡森林中的獼猴體內分離出來，因而得名。依據基因型別分為亞洲型和非洲型兩種型別，在中非、東南亞和印度等都有發現的紀錄。過去只有少數人類病例的報導，直到2007年在密克羅尼西亞聯邦的雅蒲島爆發群聚疫情，才對此疾病有較多的認識。
2015年起茲卡病毒疫情於中南美洲快速擴散，其中巴西甚至出現超過4,100例新生兒小頭畸形，新生兒小頭畸形被懷疑與茲卡病毒相關，世界衛生組織與美國政府都提出緊急因應措施。

## 概述

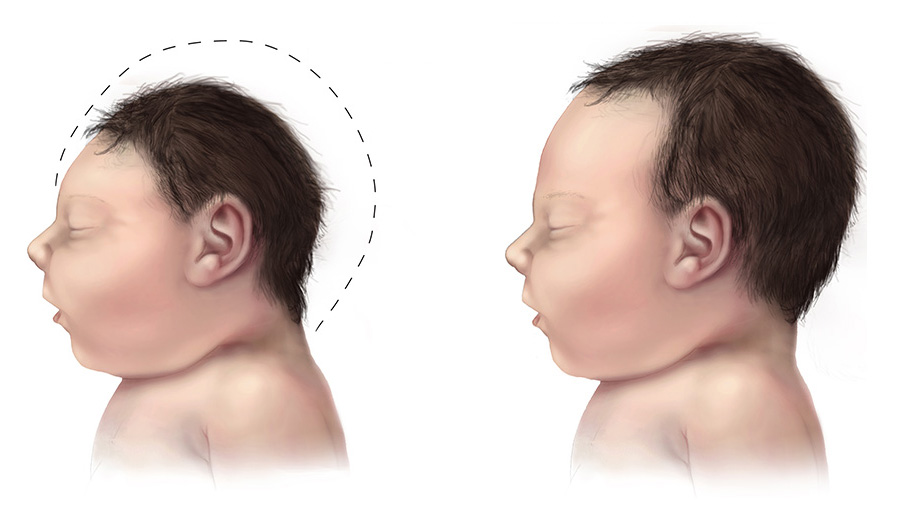
小頭畸形與正常比例圖

茲卡病毒與登革熱，黃熱病，日本腦炎和西尼羅河病毒有親屬關係。它會引發類似溫和的形式的登革熱的症狀，由休息與症狀治療，目前還無法通過藥物或疫苗來預防。茲卡病毒經由母親傳染給孩子，新生嬰兒感染此病毒可能導致小頭畸形，而成人感染可能影響神經系統，包括格林－巴利综合征亦可能有所關聯。
在2016年1月，美国疾病控制与预防中心（CDC）發布了受影響的國家名單，包括強化注意事項，建議孕婦考慮推遲旅行的旅行指南。其他國家的政府或健康部門也很快發出類似的旅行警告，而哥倫比亞，多明尼加共和國，厄瓜多爾，薩爾瓦多，牙買加建議女性推遲懷孕，直到更多的人知道其中的風險。
茲卡病毒有包膜呈二十面體，就像是與它有親屬關係的其他病毒，並且具有不分段，單股正鏈RNA基因組。這是與斯龐德溫尼病毒(Spondweni virus)密切相關的病毒，是斯龐德溫尼病毒病毒進化枝兩種病毒之一。
該病毒最早在1947年4月由黃熱病研究所的科學家從被放置在一個籠子中的獼猴分離出，地點在烏干達，維多利亞湖附近的茲卡森林。隨後在1948年1月在同一地點，從非州斑蚊第二次被分離出來。在1952年當猴子出現發燒症狀，研究人員從它的血清中分離出傳播病原體，這是第一次描述為茲卡病毒。在1968年它首次從尼日利亞人分離出來。從1951年到1981年人類感染的證據是從其他非洲國家如中非共和國，埃及，加蓬，塞拉利昂，坦桑尼亞和烏干達，以及在亞洲的部分地區，包括印度，印度尼西亞，馬來西亞，菲律賓，泰國和越南都有報導。
茲卡病毒有非洲裔和亞洲裔兩個譜系。演化學研究顯示，在美洲蔓延的病毒與法屬波利尼西亞的菌株密切相關。茲卡病毒的完整基因組序列已經公佈。從最近序列調查初步結果，在公共領域發現了一個在非結構蛋白1密碼子可能的變化，這可能會增加在人體中病毒複製的速度。

## 感染症状
寨卡病毒病的潜伏期（从接触到出现症状的时间）并不为人所知，但可能为几天。其病症與登革熱等其它蟲媒病毒感染相似，包括發熱、皮疹、结膜炎、肌肉和關節痛、全身乏力、眼窩痛以及头痛。这些症状往往较轻，持续2-7天。
2013-2014年在法属波利尼西亚发生了首起寨卡病毒病疫情，当时还同时出现了登革热疫情，国家卫生当局在此期间报告称，格林－巴利綜合徵出现非正常上升。
格林-巴利综合征是身体免疫系统侵袭部分中枢神经系统而出现的病情。它可由多种病毒引起，并可影响任何年龄的人。尚不了解究竟是什么原因引发该综合征。主要症状包括肌肉无力，胳膊和腿酸麻。如呼吸肌受到影响，则可发生严重并发症，需要住院治疗。受格林-巴利综合征影响的大多数人会痊愈，有些人可能会继续感到身体无力等。
2015年在巴西出现的疫情中，当地卫生当局发现在普通民众中间发生的寨卡病毒感染有所上升，且在巴西东北部出生并患有小头症(microcephalin)的婴儿数量出现增多情况。对寨卡疫情开展调查的机构发现，越来越多的证据表明寨卡病毒与小头症之间存有关联。

## 傳播方式

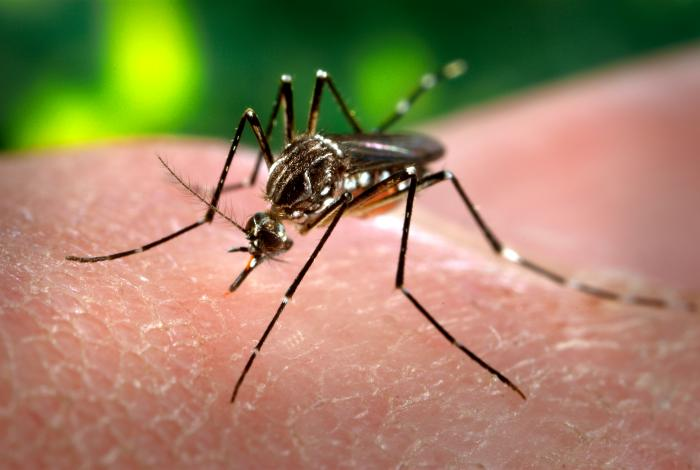
埃及伊蚊為傳播茲卡病毒的媒介

主要是人被帶有茲卡病毒的斑蚊叮咬後，經過約3-12天的潛伏期後，約五分之一感染者會發病出現症狀。感染者在發病時期，血液中存在寨卡病毒，此時如再被病媒埃及斑蚊叮咬，病毒將在病媒埃及斑蚊體內增殖，約10天左右，病毒進入埃及斑蚊的唾液腺，就具有傳播病毒的能力，而當埃及斑蚊再叮咬其他健康人時，這個健康的人就會感染茲卡病毒。此外，也可能經由性行為、垂直傳染（在懷孕期間由母親傳染給胎兒）而感染。
世界卫生组织（WHO）表示该病毒有可能透過性接触在人與人之間傳播，不过仍需更多研究以确认性传播是否为兹卡病毒的传播途径之一。 在2016年1月25號倫敦衛生與熱帶醫學院的Laura Rodrigues教授於2016年1月25號強調發展茲卡病毒疫苗的重要性，應該如同德國麻疹疫苗一樣給予有生育計劃的女性接種以防止懷孕時受到病毒感染而導致畸胎。在疫苗出現前，對於想要懷孕或已經懷孕的女性而言應該小心被蚊蟲叮咬以及避免前往高風險的疫區。

## 茲卡熱

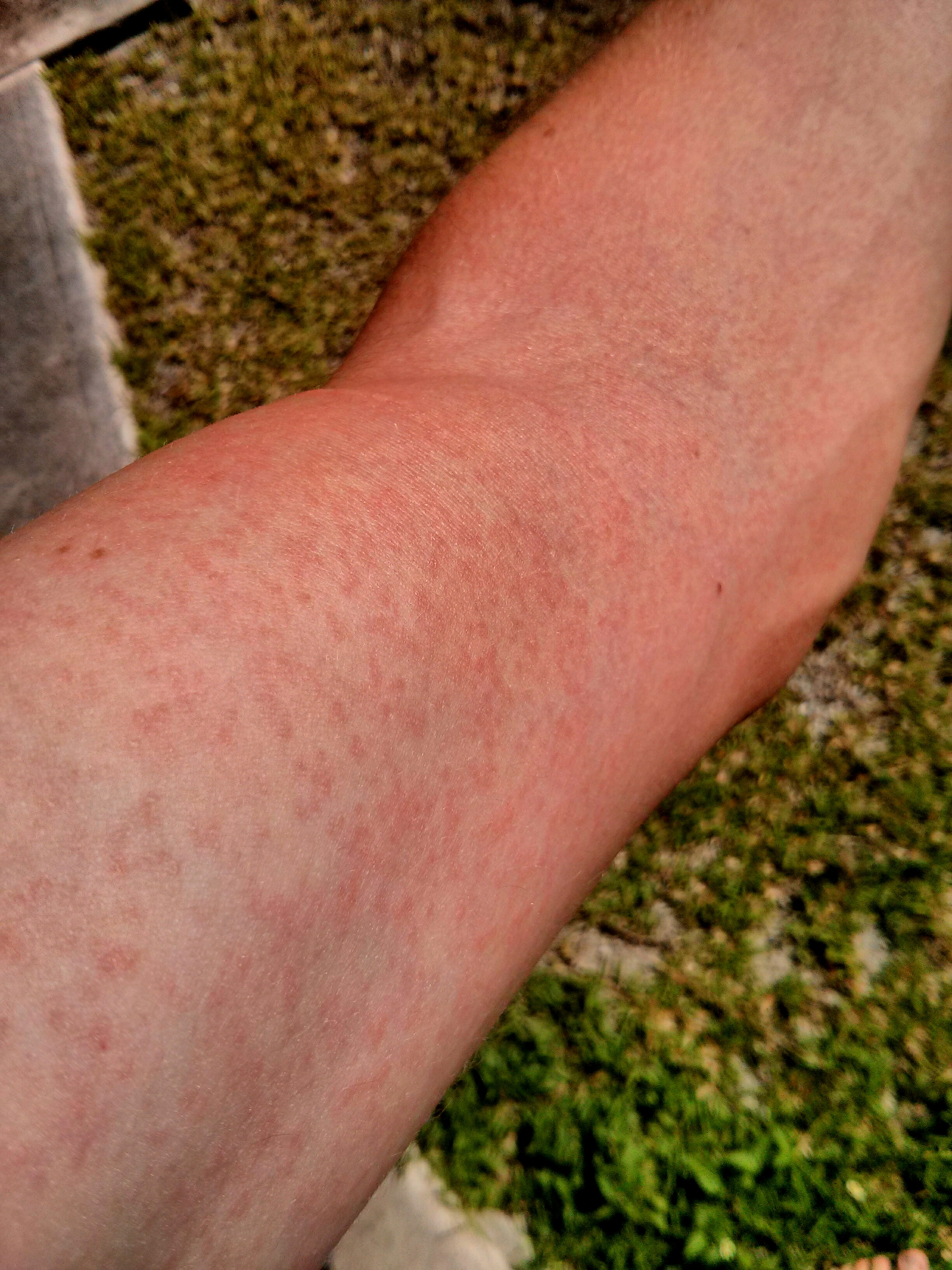
茲卡病毒引起的手臂皮疹

茲卡熱（也稱為茲卡病毒病）是一種由茲卡病毒引起的疾病。 大多數病例沒有症狀，但當出現時，它們通常是輕微的，可能類似於登革熱。症狀可能包括發燒、紅眼症、關節痛、頭痛和斑丘疹(Maculopapular rash)。症狀通常持續不到7天。它在最初感染期間沒有造成任何死亡報告。 懷孕期間的感染會導致一些嬰兒出現小頭畸形和其他腦部畸形。成人感染與格林－巴利综合征 (GBS) 相關，茲卡病毒已被證明可感染人類施旺細胞。
診斷是通過在患者生病時檢測血液、尿液或唾液中是否存在“茲卡病毒”RNA。 2019 年，基於聖路易斯華盛頓大學研究的改進型診斷測試可檢測血清中的茲卡病毒感染，獲得了FDA的市場許可。
預防包括減少疾病發生地區的蚊蟲叮咬，以及正確使用避孕套。

### 疫苗開發
世界衛生組織建議優先開發滅活疫苗和其他非活疫苗，這些疫苗可以安全地用於孕婦。
截至2016年3月，已有18家公司和機構正在開發針對茲卡病毒的茲卡病毒疫苗，但他們表示疫苗不太可能在10年內廣泛使用。
2016年6月，FDA首次批准了茲卡疫苗的人體臨床試驗。